# Київське (Запорізький район)
Ки́ївське — село в Україні, у Новомиколаївській селищній громаді Запорізького району Запорізької області. Населення становить 174 осіб. До 2020 орган місцевого самоврядування — Трудова сільська рада.

## Географія
Село Київське знаходиться в балці Нечаєвська по якій протікає пересихаючий струмок, вище за течією примикає селище Трудове. По селу протікає пересихаючий струмок з загатою. Через село проходить автомобільна дорога Н15.

## Історія
1921 — дата заснування.
12 червня 2020 року, відповідно до Розпорядження Кабінету Міністрів України від № 713-р «Про визначення адміністративних центрів та затвердження територій територіальних громад Запорізької області», увійшло до складу Новомиколаївської селищної громади.
19 липня 2020 року, в результаті адміністративно-територіальної реформи та ліквідації Новомиколаївського району, село увійшло до складу Запорізького району.

## Населення

### Мова
Розподіл населення за рідною мовою за даними перепису 2001 року:
| Мова       | Кількість | Відсоток |
| ---------- | --------- | -------- |
| українська | 144       | 82.76%   |
| російська  | 30        | 17.24%   |
| Усього     | 174       | 100%     |

## Економіка
- Конезавод.
- Іподром.